# Красноказацкий
Красноказацкий — поселок в Почепском районе Брянской области в составе Речицкого сельского поселения.

## География
Находится в центральной части Брянской области на расстоянии приблизительно 14 км на юго-запад по прямой от районного центра города Почеп.

## История
Упоминается с 1920-х годов, первоначальное название — Казацкий.
На карте 1941 года отмечен как Казачий с 18 дворами.

## Население
Численность населения: 84 человека (преимущественно украинцы) в 1926 году, 10 человек (русские 100 %) в 2002 году, 2 в 2010.